# IC 5215
IC 5215 ist eine Spiralgalaxie vom Hubble-Typ Sc im Sternbild Tukan am Südsternhimmel. Sie ist schätzungsweise 264 Millionen Lichtjahre von der Milchstraße entfernt und hat einen Durchmesser von etwa 45.000 Lichtjahren.
Im selben Himmelsareal befinden sich u. a. die Galaxien IC 5208, IC 5219, IC 5221, IC 5222.
Das Objekt wurde am 21. August 1900 von DeLisle Stewart entdeckt.